# Rŭngra
Rŭngra (korejsky 릉라도) je říční ostrov na řece Tedongu v Pchjongjangu, hlavním městě Severní Korey. V něm patří stejně jako jižněji ležící ostrov Janggak do obvodu Čunggujŏk. Most Rungra jej spojuje se severním břehem Tedongu i s obvodem Tädongganggujŏk na jižním břehu Tedongu. Rozloha celého ostrova je jen přibližně 1,3 čtverečního kilometru.
Na ostrově Rungra stojí stadion 1. máje Rungrado, který bývá označován za největší stadion na světě